# Leopold Slíva

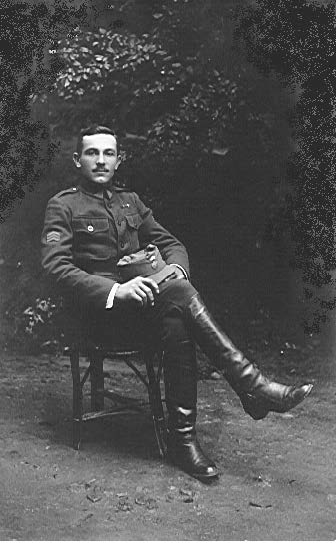
Leopold Slíva v legionářské uniformě

Leopold Slíva (12. listopadu 1896 Šumice – 6. června 1986 New York) byl československý politik, meziválečný poslanec Národního shromáždění za Republikánskou stranu zemědělského a malorolnického lidu (agrárníky), člen druhého odboje a poválečný poslanec Ústavodárného Národního shromáždění za Československou stranu národně socialistickou. Po roce 1948 žil v exilu.

## Biografie
Poté, co vychodil měšťanskou školu, pracoval na zemědělské usedlosti rodičů. Během první světové války bojoval od roku 1915 v rakousko-uherské armádě. Roku 1916 byl zajat na haličské frontě. Podílel se pak od roku 1917 na bojích československých legií i na jejich anabázi přes Sibiř. Zpět do vlasti se dostal až roku 1920. Angažoval se pak v Československé obci legionářské. Od roku 1927 (podle jiného zdroje od roku 1928) do roku 1935 byl starostou rodných Šumic.
V parlamentních volbách v roce 1935 získal poslanecké křeslo v Národním shromáždění za agrárníky. V parlamentu zasedal až do zrušení parlamentu 1939. Ještě krátce předtím, v prosinci 1938, přestoupil do poslaneckého klubu nově zřízené Strany národní jednoty. Profesí byl dle údajů z roku 1935 rolníkem, starostou a legionářem v Šumicích.
Po nacistické okupaci roku 1939 pomáhal četným Čechoslovákům v útěku do exilu. Pomoc s dočasným úkrytem u něj nalezl například i Ludvík Svoboda nebo Bohumil Laušman. Jako funkcionář Československé obce legionářské byl v lednu 1941 uvězněn gestapem a odsouzen k trestu smrti. Později mu byl trest zmírněn a v roce 1945 byl osvobozen americkou armádou. Po návratu do Československa se na naléhání přátel opět zapojil do politické činnosti. Místo zrušené agrární strany vstoupil k národním socialistům. V parlamentních volbách v roce 1946 byl zvolen poslancem Ústavodárného Národního shromáždění za národní socialisty. V parlamentu setrval formálně do konce funkčního období, tedy do voleb do Národního shromáždění roku 1948.
V parlamentu patřil mezi přední odpůrce komunistického tlaku na český venkov. Po únorovém převratu na něj byl vydán zatykač. Odešel do exilu, kde se stal členem Rady svobodného Československa. Angažoval se v krajanských exilových spolcích a v exilových kruzích agrární strany. Žil ve Spojených státech amerických.